# Kleine harsbij
De kleine harsbij (Anthidiellum strigatum, voorheen geplaatst in geslacht Anthidium) is een vliesvleugelig insect uit de familie Megachilidae. De wetenschappelijke naam van de soort is voor het eerst geldig gepubliceerd in 1805 door Panzer.